# Lerma Gabito
Lerma Gabito (Peñablanca, 17 oktober 1974) is een atleet uit Filipijnen.
Gabito neemt in 2000 en 2004 deel aan de Olympische Zomerspelen op het onderdeel verspringen.
In 2002 en 2006 neemt ze voor Filipijnen deel aan de Aziatische Spelen. In 2002 behaalt ze daar een zilveren medaille op het onderdeel verspringen.
- World Athletics: 14293326